# Versuch von Stern
Mit dem Versuch von Stern gelang Otto Stern im Jahre 1920 zum ersten Mal eine direkte Messung der Geschwindigkeit von Atomen.

## Versuchsprinzip
In einem hochevakuierten Gefäß befindet sich ein mit Silber überzogener Platindraht. Dieser wird so elektrisch geheizt, dass das Silber verdampft. Die Silberatome bewegen sich radial nach allen Seiten mit Geschwindigkeiten, die eine je nach Temperatur unterschiedliche Verteilung zeigen. Durch eine schmale Blende wird ein feiner Strahl von Silberatomen ausgeblendet, der bei ruhender Apparatur den Schirm an der Stelle S0 schwärzen würde.
Zur Messung der Atomgeschwindigkeit lässt man die ganze Apparatur mit der Frequenz {\displaystyle f} um den Draht rotieren. Auch dann ist die Bahn eines Atoms geradlinig (vom Laborsystem aus betrachtet). Vom mitrotierenden Bezugssystem aus betrachtet erscheint die Bahn jedoch gekrümmt, der Strahl wird also scheinbar um die Strecke {\displaystyle \Delta s} abgelenkt. Je nach Drehrichtung wird der Schirm an einer Stelle S1 oder S2 geschwärzt.

### Versuchsergebnis

Schwärzungsbild des Versuchs von Stern

Die Grafik zeigt das Schwärzungsbild, wie man es im Versuch erhält, wenn die Apparatur zuerst in Links- und dann in Rechtsdrehung versetzt wird.
Die beim Stern’schen Versuch gemessenen Geschwindigkeiten stimmen gut mit den durch die Theorie vorhergesagten Geschwindigkeiten überein. Die Unschärfe der beiden Linien S1 und S2 zeigt, dass die Atome verschiedene Geschwindigkeiten haben.
Diese Geschwindigkeitsverteilung wurde im 19. Jahrhundert von James Clerk Maxwell und Ludwig Boltzmann als die Maxwell-Boltzmann-Verteilung theoretisch vorhergesagt.

### Berechnung der Atomgeschwindigkeit
Im mitrotierenden System ist die Geschwindigkeitskomponente eines Silberatoms in radialer Richtung durch die Geschwindigkeit {\displaystyle v} gegeben, mit der das Atom aus dem Draht austritt.
Die Zeit {\displaystyle \Delta t} vom Passieren der Blende bis zum Auftreffen auf dem Schirm ist deshalb
{\displaystyle \Delta t={\frac {l}{v}}}.
Die Ablenkung {\displaystyle \Delta s} ergibt sich aus der Proportion
{\displaystyle {\frac {\Delta s}{2\pi \cdot R}}={\frac {\Delta t}{T}}},
wobei {\displaystyle T={\frac {1}{f}}} die Dauer für eine ganze Umdrehung der Apparatur bezeichnet.
Hieraus folgt
{\displaystyle \Delta s={\frac {2\pi \cdot R}{T}}\cdot \Delta t={\frac {2\pi \cdot R\cdot l}{T\cdot v}}={\frac {2\pi \cdot R\cdot l\cdot f}{v}}}
bzw.
{\displaystyle v={\frac {2\pi \cdot R\cdot l\cdot f}{\Delta s}}}